# Ноторо (авіаносець)
Ноторо (яп. 能登呂) — японський гідроавіаносець.

## Історія створення
«Ноторо» закладений в 1919 році як танкер, перший корабель однойменної серії. Всього було побудовано 7 кораблів. Спущений на воду в 1920 році, того ж року введений в експлуатацію.
В 1934 році був перебудований на гідроавіаносець. На борту у нього розміщувалось до 10 гідролітаків, під двома навісами на палубі. Для спуску та підйому літаків був обладнаний двома кранами.

## Використання
Після перебудови в 1941-1942 роках «Ноторо» брав участь в бойових діях. Проте через малу швидкість не міг супроводжувати флот, тому використовувався в основному для захисту військово-морських баз.
Пізніше знову реконструйований у танкер. Потім використовувався як плавуча ремонтна база. Пішов на злом в 1947 році.